# José Riaza
Jose Riaza (Madrid, 1 de mayo de 1978) es un músico, actor, escritor, compositor, bohemio, activista y filántropo español. Durante trece años fue la voz de Tragicomi-K, un grupo de rock mexicano-español.
Su discografía más destacada incluye "El Folk Es el Hogar" (2010), "Gracias" (2013), "Cualquier tiempo pasado" (2014), "Despertares" (2017), "Retales de mis noches tristes" (2019) y "Cleptomanías I" (2020). Como actor debutó en Luis Miguel: la serie de Netflix y Telemundo. En 2019 debutó en su faceta de escritor con "Retales de anarquía".
A lo largo de los años ha compartido cartel con Moby, Underworld (banda), Río Roma, Lichis, Rubén Pozo, Marky Ramone, Zoé, Café Tacvba, Iván Ferreiro, Sin Bandera, Jesse y Joy, Niños del Brasil, Marwan (cantante), Reik y Playa Limbo.

## Biografía

### Comienzos
Jose Riaza es un artista autodidacta que comenzó a componer música y letras desde su infancia. En 1994 se unió a su primer grupo de rock Avispóm Gamberrie, una fusión entre Rock Alternativo y Punk rock, donde compuso la mayor parte del repertorio. Tocaba el bajo y cantaba. En ese momento, también formaba parte de una banda de doom metal llamada "Argot".[cita requerida]
Al mismo tiempo, cantó y tocó la guitarra en el Metro de Madrid, tocando con la más dispar fauna de músicos callejeros, punks, heavys, cantautores, rockeros, flamencos y celtas. Durante ese tiempo como músico callejero, vivió en varias casas del Movimiento okupa en los barrios de La Latina y Lavapiés.
En ese escenario suburbano grabó su primer demo con Avispóm Gamberrie llamado "Si Viviera Franco". También lanzó su primer demo en solitario en 1997 llamado "Los hijos del cura". [cita requerida]

### 2000-2012: Tragicomi-K
Tragicomi-K nació en Madrid en el año 2000 con Riaza al bajo y voz, y Miguel Arranz a la guitarra solista. Durante la primera etapa de existencia, realizan dos maquetas: "El amor es fascista" (2000) y "A las afueras de lo convencional" (2002).
En 2002 Riaza apareció como invitado en el segundo disco del grupo mexicano X-Kantina "Del Tequila al Kalimotxo" (Hilargi Récords, 2003) cantando a dúo con Alejandro Aquino. Fruto de esta colaboración, Riaza viajó a México para continuar con el proyecto Tragicomi-K.
Su primera maqueta grabada en México es “En este pinche país” (2003). Al poco tiempo de llegar es arropado por Ramiro Ramírez de Megatracks (Radaid), donde comienzan su primer álbum.[cita requerida]
En 2005 Jose Riaza compuso ”Niño siempre niño” (Don Quijote en su delirio) una invitación a leer la famosa obra de Miguel de Cervantes Saavedra, iniciativa del Museo Trompo Mágico. Este trabajo le dio la oportunidad de coincidir con la ganadora de Grammy latino Jaramar Soto e interpretar el tema a dúo.[cita requerida]
Su primer disco formal “Tributos de amor & saña”  sale en el 2006, un álbum de rock de autor. En este disco incluye "A Tele", una canción homenaje póstumo a Juan Jose Palacios "Tele", batería del mítico grupo de rock progresivo Triana (banda). En ella el bajo es interpretado por Manolo Nieto (Camarón de la Isla, El Barrio (cantautor), Niña Pastori, Isabel Pantoja o Rocío Jurado).
Paralelamente Jose Riaza dirigió el proyecto “A soplar”, una iniciativa que une a importantes músicos de Jalisco: Playa Limbo, Telefunka, Plastiko, Disidente, Radaid, Paco Rentería, Jaramar Soto y Rostros Ocultos.[cita requerida] "A soplar" fue un disco compilado a beneficio de los afectados por los huracanes. La portada fue ilustrada por Trino Camacho.
En 2007 compuso y produjo junto a Renich la banda sonora de la obra de danza-teatro “La ley de la naturaleza”,[cita requerida] la obra fue creada por Amanda Morales y basada en el tema homónimo del propio Riaza. La obra pretende romper prejuicios sobre la diversidad sexual y servir de apoyo a la comunidad LGBT.
El mismo año Tragicomi-K ganó el concurso de XEWO-TV “La rola de tu visión tapatía” con la canción “Guadalajara”, compuesta por Riaza y Gerardo Escobar. Esto los convierte en la imagen de Televisa Guadalajara. Televisa, como premio, financia la grabación de “La apatía de Guadalajara y cien gramos de ironía”, disco producido por Alejandro Segovia y un videoclip que se transmite de manera continua por el canal. Esto le da un gran impulso a su carrera y comienzan a participar en importantes festivales nacionales como Espacio y Xtremo. [cita requerida]
En el 2008 Tragicomi-K estrenan, apoyados por los grupos activistas Imdec y Greenpeace, su nuevo Ep “El puente de Juanacatlán” para concienciar acerca del problema de la contaminación de las aguas en México, concretamente en el Río Grande de Santiago.
En 2009 editaron un disco compilado llamado “Ven a la Vía” para el Consejo de Deporte del Estado de Jalisco.[cita requerida]
El mismo año, Jose Riaza se unió a miembros de Golden Ganga y Séptima Biósfera en un proyecto alternativo llamado Los Acá. El grupo apenas duró un año pero grabaron su trabajo en un disco llamado "La rebelión de las faldas" producido por Aldo Muñoz (Azul Violeta, Siddhartha (músico). (Azul Violeta, Siddhartha (músico).[cita requerida]
En 2009, Jose Riaza fue invitado al proyecto Mariachi Rock-O, donde interpretó "Y al final" de Enrique Bunbury junto al Mariachi Gallos de México, ensamble que acompañó en varias ocasiones al mismísimo Luis Miguel. Este proyecto comparte espacio con Juan Son (Porter), Sheila Ríos y Ugo Rodríguez (Azul Violeta). El álbum fue nominado a mejor álbum de folk en los Indie-O Music Awards de 2011.
En 2010, Tragicomi-K celebró su décimo aniversario lanzando dos álbumes, a saber, "10 años de tragedia (gracias por la comedia)", una recopilación con lo mejor de su carrera y versiones en vivo, también con motivo de su aniversario. lanzó digitalmente “pedaceras”, un álbum virtual y gratuito con colaboraciones, rarezas y caras b.
En 2011 lanzan su cuarto álbum de estudio “El club de los corazones rotos”, en el que cuentan con colaboraciones de Alan Boguslavsky (Ex- Héroes del Silencio), Jorge Corrales y Ángel Baillo de Playa Limbo. Este álbum los llevó a la gira más larga de su carrera: la gira Rock Sin Bluff Tour 2011-2012.
El mismo año, Tragicomi-K se incluyó en dos compilaciones. El primero fue un homenaje al bluesman Genaro Palacios donde aparecen bandas como Troker y Chester Blues Band. El segundo recopilatorio estuvo a favor de los damnificados por el terremoto ocurrido en Lorca (Murcia, España) y lleva por título "Rock por Lorca",[cita requerida] junto a artistas como Copi Corellano, Los Madison y Nacho Vegas.
En febrero del 2011 produce “El club de los corazones rotos”, un programa de radio semanal de contenidos musicales junto al locutor Guillermo Urzúa "The Brandvoicer".[cita requerida]
En verano del 2011 Tragicomi-K hace su primera gira en 8 años por su España natal dando 20 conciertos en 40 días.
Terminan el 2012 con más de 140 conciertos, alcanzando el número ocho en la lista de las bandas más trabajadoras de México (Txart Almanaque 2012). Paralelamente publican su primer disco en directo "Tragicomi-K en Iberi-K", disco grabado en Madrid que resume los espectáculos ofrecidos en su gira española.[cita requerida]
En 2012 Tragicomi-K comienza la grabación de un nuevo álbum, su disco más progresivo, dicho disco llevaría por título “Antihéroes” pero jamás salió al mercado debido al crecimiento de la carrera solista de Jose Riaza. Tragicomi-K se separa tras trece años de carrera con una docena de discos bajo el brazo y habiendo compartido escenario con artistas como Moby, Sin Bandera, Marky Ramone, Zoé, Café Tacvba, Los de Abajo, Víctimas del Doctor Cerebro, Reik y Playa Limbo.

### 2010: "El folk es el hogar", primer disco en solitario
En octubre de 2010 lanza “El folk es el hogar”  estrenándose así como solista. "El folk es el hogar" es un disco en vivo, un concepto acústico de música folk que le devuelve a sus raíces. En dicho proyecto se hace acompañar de su compañeros de Tragicomi-K pero bajo el seudónimo de “La furia roja”. El disco incluye "Decidir", una versión del grupo de rock Disidente y la canción "Pornografía", un homenaje a Bob Dylan y Joaquín Sabina.
También ese año participa con dos canciones ("Lucía" y "Camino a Santiago") en “Sepulcro Bohemio”, un disco inspirado en la celebración mexicana del día de muertos. Este proyecto sigue vigente de la mano de su creador: el músico y caricaturista Erandini Aparicio.

### 2011: Jose Riaza y Alan Boguslavsky
Se habían conocido años atrás en un concierto de Los Acá y Los Milky Brothers, se hicieron buenos amigos, luego surgió la posibilidad de crear juntos. Jose adapta en canción un poema del poeta Francisco Rodríguez Serna. Después invita a Alan Boguslavsky (Ex-Héroes del Silencio) y así nace "Vencedores", un tema que apareció en varios discos compilados y los llevó a girar juntos en varias ocasiones.
En la gira "Rock sin bluff 2011-2012" Tragicomi-K tuvo la fortuna de tener a Alan como guitarrista invitado. Paralelamente Alan y Jose realizaron otro tour por España titulado “Palmadita al corazón”, en dicha gira lanzaron un disco compilado con lo mejor del repertorio de ambos. Alan y Jose forjaron una buena amistad y compusieron varias canciones juntos para un disco que a la fecha aún no se estrena.

### 2013-2014: “Gracias”, su segundo disco solista
Después de años en el rock en marzo de 2013 Jose Riaza da un giro radical a su carrera estrenando ¿Cómo te saco del pecho?, una balada a piano, una faceta totalmente inédita. El sencillo comienza a sonar en varias estaciones de radio superando las expectativas y cambiando el rumbo de su carrera.
"Gracias" vio la luz en mayo de 2013, en él se desprende de las guitarras eléctricas sumergiéndose en la poesía, los pianos melancólicos, acordeones y las letras catárticas. Una colección de quince nuevas canciones sobre el amor, la vida, la muerte, la conexión con la naturaleza, al espíritu humano y la gratitud por cada instante vivido. "Gracias" fue producido por Renich y Jose Riaza. "Gracias" da tres sencillos y videoclips: “Cómo te saco del pecho”, “Muerto” y “Una vida contigo”.
Ese año Jose Riaza forma parte del elenco del "Festival Ñ: 30 años de rock en español”  junto a Jose Fors, Ugo Rodríguez (Azul Violeta), Cala y Arturo Ybarra (Rostros Ocultos). También compartió escenario con Gerardo Enciso y Carlos Avilez (Cuca, Forseps), con el cual dio varios conciertos en formato dúo acústico.
El tema “Lo que ves” de Tragicomi-K, compuesto por Jose Riaza es seleccionado como parte de la banda sonora del film mexicano “2xUno”, película de Bernardo De Urquidi producida por Sergio Vera y Carlos Dávila.
Ese mismo año participa en el XX Aniversario del Encuentro Internacional del Mariachi y la Charrería, festival con músicos de la talla de Alejandro Sanz y Alejandro Fernández. También formó parte del Festival Luminaria de la Ciudad de México junto a artistas como Lila Downs.
En octubre estrena la canción y el videoclip “Pequeño”  un tema especialmente escrito para el Día Mundial de Las Personas con Talla Baja.
A finales de año produce el vídeo-curso “Vive de tu música”, este tiene como objetivo motivar y dar técnicas para lograr la estabilidad económica en la música. Gracias a este proyecto Jose Riaza dará varias conferencias en diversos foros del país.
En 2014 hizo una exitosa gira por España para presentar “Gracias” y continuó con la segunda parte de su Tour Gracias en México. En febrero comparte escenario con el solista español Iván Ferreiro cantando junto a él "Años ochenta".

### 2014-2015: “Cualquier tiempo pasado”, su antología
En diciembre del 2014 Jose Riaza presenta “Cualquier tiempo pasado”, un recorrido a sus  años de carrera. Se aventura en el formato Mp3 con un compilado de 50 canciones (17 inéditas y 33 estándares). En su primer sencillo “Yo soy como tú” colabora con los niños y niñas de Canica A.C., Centro de Apoyo a Niños con Cáncer. El disco incluye colaboraciones con Jaramar Soto, Arturo Ybarra (Rostros Ocultos), Javier Martín del Campo (La Revolución de Emiliano Zapata), Alan Boguslavsky (ex-Héroes del Silencio) entre otros.
Cierra el 2014 obteniendo la posición 20 dentro de los 500 artistas mexicanos más activos y fue junto con Zoé el artista de México más activo en España (Txart Almanaque 2014).
En 2015 participa en la octava Edición del "Bunburazo", una gira de conciertos que abarca más de 70 ciudades por España, México, U.S.A. y Latinoamérica para seguidores de Enrique Bunbury, en ella se compenetrará con Alan Boguslavsky (Ex-Bunbury & Héroes del Silencio), Santi Rex de Niños del Brasil y el cantante y poeta valenciano Antonio Jamás. Después Jose Riaza, Santi Rex, Antonio Jamás y Daniel Rossainz girarían por México y España con el sobrenombre de "Banda Peyote".

### 2016: "The Fall Tour", primeras giras a Estados Unidos
El 2016 comienza con el estreno del sencillo "El fantasma y sus cadenas", una serie de conciertos benéficos en México y su primera gira a Estados Unidos debutando en Eagle Rock y Sunset Boulevard, Los Ángeles, California.
En marzo estrena el videoclip de “El fantasma y sus cadenas” dirigido por Nerid Solórzano. 
En agosto se estrena un nuevo sencillo llamado “Contigo”, en él incluye una versión a dueto con la cantante María Belén. El videoclip de “Contigo” fue filmado en el Nevado de Toluca y dirigido por Sharon Toribio.
A mediados de año lanza “Cualquier tiempo presente”, una compilación más breve extraída de su antología “Cualquier tiempo pasado”, en él incluye sus canciones más importantes, los nuevos sencillos y videoclips.
En otoño regresa a los Estados Unidos con su gira “The Fall Tour” ofreciendo varios shows en California y filma el videoclip "Seguro que sí" en Las Vegas, Nevada.
En diciembre de 2016 se estrena el sencillo "Death and taxes", uno de los frutos de su primer viaje a Los Ángeles, California. Dicha canción nace su primera noche en un edificio de departamentos en downtown en Los Ángeles, California cuando el compositor español conoce a la cantante de música ranchera Magaly, la voz de oro. Su letra está cantada en español e inglés y el estilo musical es una exótica fusión entre el género ranchero y el folk rock norteamericano.

### 2017-2018: “Despertares" y Luis Miguel
En enero de 2017 lanza “Construí”, el primer sencillo y en abril sale el nuevo álbum "Despertares", un álbum conceptual que narra la historia de "Concordia", un nuevo planeta antes conocido como "Tierra". El disco está guiado por la voz del expresidente de Uruguay: Jose Mujica. Es el primer disco donde muestra grandes influencias de budismo tibetano. El arte del disco forma parte del trabajo del fotógrafo y exdirector de Casa Tíbet Guadalajara, Oscar Fernández. Incluye once nuevas canciones y su edición física sale a tiendas en un curioso empaque que recuerda al disco de vinilo. "Despertares" dio cinco sencillos y videoclips: "Construí", "Feliz", "El río", "Sueños" y "Seguro que sí".
En los meses de marzo y abril Jose Riaza repite participación en la novena edición del “Bunburazo”  junto a la banda española Niños del Brasil y los mexicanos-estadounidenses Zinorbita y comienza una gira por todo México para presentar “Despertares”.
En ese mismo año, en su faceta de filántropo, se implica intensamente en varios voluntariados, ayudando principalmente a la niñez en varias asociaciones, especialmente en el hospital CRIT Ciudad de México donde colabora en la actualidad.
En julio lanza "Feliz", videoclip dirigido y producido por Sharon Toribio y Ana Paula Suárez respectivamente, ambas habituales en los premiados videoclips de la cantautora chilena Mon Laferte.
Después del Terremoto de Puebla de 2017, Jose Riaza se incorpora a la coordinación de brigadas artísticas para varios albergues de los afectados por el sismo en la Ciudad de México, paralelamente participa en varios conciertos y festivales para recabar acopio para los damnificados.
En octubre estrena el videoclip "El río", tercer sencillo del disco "Despertares" filmado en León, Guanajuato bajo la dirección de ColoRed Networks y el propio Riaza.
El 2018 lleva su tour a su España natal donde recorre ocho ciudades. En febrero estrena en Madrid el videoclip "Seguro que sí", videoclip rodado en Las Vegas y dirigido por el tapatío Alex Bravo. En marzo continua su gira por México y participa en el evento Teletón en la Ciudad de México.
En mayo de 2018 estrena "¿Y qué?", una coautoría con Jorge Corrales del grupo Playa Limbo. El videoclip es dirigido por el mismo y se filma en Torrevieja, España.
El 22 de abril se estrena Luis Miguel en Netflix y Telemundo. La serie narra la vida del cantante Luis Miguel y está protagonizada por Óscar Jaenada, Camila Sodi y Diego Boneta. En dicha serie Jose Riaza debuta como actor en el papel de Martín Costa.
El 19 de septiembre de 2018 estrena un nuevo sencillo, "El día del fin del mundo", un homenaje a héroes y caídos del Terremoto de Puebla de 2017: “El día del fin del mundo es un recordatorio de la humanidad que nos unió aquellos días." explica Jose Riaza.

### 2019-2022: “Retales de anarquía” y "Cleptomanías"
En marzo de 2019 se estrena como escritor con "Retales de anarquía" una colección de poemas, ensayos y relatos escritos en un retiro de seis meses que comenzó en San Jose del Cabo y terminó en Madrid. Este retiro de los focos llevó al artista a explorar otras formas de expresión dando a luz un libro de cuarenta capítulos y un nuevo álbum dividido en dos audio libros musicalizados de veinte tracks cada uno. El libro contiene varios textos introductorios: el prólogo pertenece a Santi Rex, cantante de Niños del Brasil. El prefacio fue sido escrito por el lama Marco Antonio Karam, maestro del autor y director de Casa Tíbet, centro de estudios de budismo tibetano y primera representación cultural del XIV Dalai Lama para México y Latinoamérica.
En mayo sale "Retales de mis noches tristes", su segundo disco en vivo. El álbum contiene las canciones que representan su sentir en el tour "Retales de anarquía". Incluye trece títulos: cinco temas ya grabados ("Otra vez", "Muerto", "Mundo de amor", "Fluye" y "El fantasma y sus cadenas"), dos temas inéditos ("Paula" y "Un rincón del camerino"), "Valerie", un track recitado extraído del film V for Vendetta (película) y por primera vez incluirá en un álbum cinco temas que no son de su autoría como el clásico tradicional escocés "Auld Lang Syne" con una nueva versión de su letra en castellano, "Luka (canción)" de Suzanne Vega, "Si tú estuvieras aquí" de Eskorbuto, "Pobre de ti" de Tijuana No y la anónima "Nací en Álamo". Este disco lo lleva de nuevo a una incansable gira por escenarios de México, España y Estados Unidos.
A finales de 2019 estrena una nueva faceta musical enfocada al público infantil: Miguel Cantalapiedra. En diciembre de 2019 lanza "Pírate, pirata" y en febrero de 2020 el Ep "Disco pirata".
A estas alturas de su carrera, tras sus inicios como escritor, descubre la Wikipedia como herramienta autopromocional creando esta entrada y añadiendo pequeñas contribuciones en páginas diversas de personajes célebres como Woody Allen, José Mújica o Greta Thunberg; en páginas de obras célebres como Don Quijote de La Mancha o V de Vendetta; y en páginas de eventos trágicos como el Terremoto de Puebla de 2017. Al ser descubierto su cuenta es revocada, pero lejos de amedrentarse continúa haciendo esta labor desde usuarios anónimos convirtiéndole en una especie de Wally o Forrest Gump de la Wikipedia que nunca sabes donde te aparecerá.
En marzo de 2020 tras la emergencia sanitaria del COVID-19 lanza junto a músicos españoles y mexicanos el tema "Amor en tiempos de virus". En abril estrena en "Día de radio", un álbum en vivo junto a la cantante mexicana Ars Osso. En mayo lanza "El cuarto", cineminuto extraído del libro "Retales de anarquía".
En 10 de junio de 2020, al día siguiente del deceso de Pau Donés de Jarabe de Palo, Jose Riaza lanza "Pau", una emotiva canción homenaje al músico catalán.
En septiembre de 2020 lanza "Cleptomanías I" con temas de su autoría y clásicos como Bella ciao, María de West Side Story (película de 1961), Sabor a mí (canción) de Los Panchos y composiciones de artistas como Mecano, La Polla Records, Hombres G y Loquillo.
En 2021 se une al colectivo "Mundanos". Su primer sencillo y videoclip cuenta con la participación de comunicadores como Fernanda Tapia.
En verano de 2021 emprende gira junto al polifacético cantautor mexicano Francisco Barrios "El Mastuerzo", una serie de recitales que les llevan a recorrer la república mexicana bajo el nombre "A La Chingada Tour 2021-2022".
En noviembre de 2021 arranca gira por España y vuelve a colaborar con el grupo ambientalista Greenpeace, esta vez interpretando su nuevo himno.
En febrero de 2022 estrena "El multiverso", tercer cineminuto perteneciente a "Retales de anarquía". El cortometraje está dirigido por Diego Lombardo e indaga los dos frentes de la tauromaquia.
En agosto de 2022 lanza "Cleptomanías II" con colaboraciones con Fernando Madina (Reincidentes), Arturo Ybarra (Rostros Ocultos), Carlos Avilez (Cuca (banda)), (Trolebús (banda)), Vantroi, Riesgo de Contagio, Javi Chispes (Banda Jachis/Maniática), Stafas, El Guato, Estado de Sitio, No tiene la vaca, Garigoles, Santi Rex (Niños del Brasil) y Chris Uribe entre otros.

### 2023-2025: Vigésimo aniversario
En 2023 celebra sus veinte años de música en México con un triple lanzamiento. El primero es “Veinte”, una colección de nueve discos en formato físico. El segundo es “Tribulaciones del éxito relativo”, álbum en directo que incluye grabaciones de conciertos ofrecidos en España y México. El tercer lanzamiento es “Aventura o travesura” de Miguel Cantalapiedra, su proyecto para niños. En agosto lanza el ep "Elena".
En 2024 ve la luz "Retales de anarquía Vol. II", continuación del audiolibro basado en su opera prima literaria. En Abril publica el Ep Emma Watson en homenaje a inspiración de la filantropía de la actriz y modelo franco-británica.
En 2025 lanza el disco conceptual "Amor y trampantojos", álbum que narra las fases del duelo en su relación con la poeta ruso-española Elena Tabachkova. También produce un álbum colaborativo y solidario llamado "Palestina libre" con 50 artistas de 13 paises en contra del genocidio que sucede en Palestina.

## Discografía

### En solitario

#### Discos de estudio
- Amor y trampantojos (2025, LP)
- Retales de Anarquía, Vol. II (2024, Audiolibro)
- Aventura o travesura (2023, LP)
- Cleptomanías II (2022, LP)
- Cleptomanías I (2020, LP)
- Retales de Anarquía, Vol. I (2019, Audiolibro)
- Despertares (2017, LP)
- Cualquier tiempo pasado (2014, Rarezas y recopilación)
- Gracias (2013, LP)

#### Discos en vivo
- Tribulaciones del éxito relativo (2023)
- Día de radio (2020)
- Retales de mis noches tristes (2019)
- El folk es el hogar (2010)

#### Sencillos y EPs
- Emma Watson (2024)
- Elena (2023)
- Amor en tiempos de virus (2020, Vídeo, Youtube)
- Copla de la Chatina (2020, Sencillo, Youtube)
- El día del fin del mundo (2018, Sencillo)
- Y Qué (2018, Sencillo)
- Feliz (2017, EP)
- Construí (2017, EP)
- Contigo (2016, EP)
- El fantasma y sus cadenas (2016, Sencillo)
- Pequeño (2014, Sencillo)
- Cómo te saco de pecho (2013, EP)

#### Compilados
- Antojitos Mexicanos Vol. 18, varios artistas (2025)
- Palestina libre, varios artistas (2025)
- La nueva Navidad, varios artistas (2023)
- Veinte, Jose Riaza (2023)
- Antojitos Mexicanos Vol. 17, varios artistas (2022)
- Antojitos Mexicanos Vol. 16, varios artistas (2021)
- NaviCap Sessions Vol 1, varios artistas (2020)
- Antojitos Mexicanos Vol. 14, varios artistas (2020)
- Si todos nos amamos, varios artistas (2019)
- Antojitos Mexicanos Vol. 13, varios artistas (2019)
- Antojitos Mexicanos Vol. 12, varios artistas (2018)
- Cualquier tiempo presente, Jose Riaza (2016, Compilado)
- Rock por Lorca, varios artistas (2011, Compilado)
- Palmadita al corazón, Alan Boguslavsky y Jose Riaza (2011, Compilado)
- Sepulcro Bohemio, varios artistas (2010, LP)
- Mariachi Rock-O, varios artistas (2009, LP)

#### Videoclips
- Cómo te saco del pecho (2013) (Dir.: Edmond Williams)
- Pequeño (2013) (Dir.: Jaime Zaragoza)
- Una vida contigo (2014) (Dir.: Diana Barragán)
- Muerto (2014) (Dir.: Jesús Elizondo)
- Me importas tú (2015) (Dir.: Edmond Williams)
- Muerto (en vivo) (2015) (Dir.: Omar Martínez)
- El fantasma y sus cadenas (2016) (Dir.: Nerid Solórzano)
- Contigo (2016) (Dir.: Sharon Toribio)
- Construí (2017) (Dir.: Alejandro Espinosa)
- Feliz (2017) (Dir.: Sharon Toribio)
- Sueños (2017) (Dir.: Jose Riaza)
- El río (2017) (Dir.: Jose Riaza y Colored Digital Networks)
- Seguro que sí (2018) (Dir.: Alex Bravo)
- Y qué (2018) (Dir.: Jose Riaza)
- Amor en tiempos de virus (2020, Dir: Ángel Aznar/Eloy Acosta)[75]
- Lunática (2020) (Dir.: Zoé Rodríguez)
- Amigo Amiga (2020) (Dir.: Diego Lombardo)
- Me cuesta tanto olvidarte (2021) (Dir.: David Fierro)
- Cumbia del coronavirus (2021) (Dir.: Jose Riaza)
- Hasta las lágrimas (2021) (Dir.: David Fierro)
- Covidiota (2022) (Dir.: David Fierro)
- Elena (2023) (Dir.: Santiago Vera)
- Emma Watson (2024) (Dir.: Adrián Pastrana)

#### Conciertos filmados & especiales de televisión
- Tragicomi-K en Modular (2011) (C7 Jalisco)
- Jose Riaza & La Furia en Modular (2013) (C7 Jalisco)
- "La escuela de la eterna primavera" de Jose Riaza (2014) (Canal 44)
- "Retales de mis noches tristes" de Jose Riaza (2020) (Dir.: Pepe Rodríguez)
- "Preludio del fin del mundo" de Jose Riaza (2021) (Canal 44)
- "Una noche en Madrid" de Jose Riaza (2022) (WowMx)

#### Maquetas Años 90
- Avispom Gamberrie, Avispom Gamberrie (1994, Demo)
- Argot, Argot (1995, Demo)
- Los hijos del cura, Jose Riaza (1997, Demo)
- Si viviera Franco, Avispom (1998, Demo)

### Miguel Cantalapiedra
- Aventura o travesura (2023, LP)
- Disco pirata (2020, EP)
- Pírate, pirata (2019, Demo Youtube)

### Con Tragicomi-K

#### Discos
- Tributos de turismo & diplomacia (2003, EP)
- Tributos de amor & saña – Los preliminares (2004, EP)
- Tributos de amor & saña (2006, LP)
- La apatía tapatía y cien gramos de ironía (2007, LP)
- El puente de Juanacatlán (2008, EP)
- Ven a la vía (2008, Compilado)
- Pedaceras: Rarezas, Colaboraciones & B-Sides (2010, Compilado)
- 10 años de tragedia, gracias por la comedia (2010, Compilado)
- El club de los corazones rotos (2011, LP)
- En Iberi-K (2012, LP en vivo)

#### Demos
- El amor es fascista (2000, Demo)
- A las afueras de lo convencional (2002, Demo)
- En este pinche país (2003, Demo en vivo)

#### Compilados
- A soplar, varios artistas (2006, Compilado)
- Homenaje a Genaro Palacios, varios artistas (2011, LP en vivo)
- Rock por Lorca, varios artistas (2011, Compilado)

#### Videoclips
- No Money (2004) (Dir.: Adrián Araujo)
- A soplar (2006) (Dir.: Adrián Araujo)
- Guadalajara (2007) (Dir.: Televisa Guadalajara)
- El puente de Juanacatlán (2008) (Dir.: Jorge Riggen)
- Mary Jane (2010) (Dir.: Paco Arellano y Fernando Quiroga)
- Mary Jane (2011) (Dir.: P. Arellano y F. Quiroga/ Edición: Miguel AF

### Con Los Acá
- Penthouse Express (2009, Demo)
- La rebelión de las faldas (2009, LP)
- Qué bonito (2010, Videoclip) (Dir.: Álex Soltero)

### Colaboraciones
- Sangredos, con X-Kantina (2002, LP)
- Relativo a lo carnal, con Paloma Cumplido (2003, EP)
- Desamparados, con Chango Marrango, (2004, EP)
- Niño siempre niño (Don Quijote en su delirio), con Jaramar Soto (2005, Sencillo)
- A Soplar, con María León (cantante) (ex-Playa Limbo), Jaramar Soto, Alejandro Mendóza de Disidente, Sara Valenzuela ex-La Dosis, Giancarlo Fragoso de Telefunka, Emmanuel Macías y Víctor Aguilar de Radaid, Jaffo Lara y Abraham Guevara "Chicho" de Plastiko, Alfredo Sánchez de El Personal y Cala de Villa de Rostros Ocultos (2006, Sencillo)
- Guadalajara, con Banda Saucillos en Fiestas de Octubre (2007) En vivo. No Comercializada
- Luciana, con Jorge Corrales y Ángel Baillo de Playa Limbo (2007, LP)
- I'm gonna kill myself, con Los Acá Feat. Elis Paprika, (2009, LP)
- Las mujeres de mi vida, con Alejandro Aquino y X-Kantina, coautor, (2009, LP)
- Eléctrica confusión, cameo en el videoclip, Selectro-On (2009, Videoclip)
- Y al final de Enrique Bunbury, con Mariachi Gallos de México, Mariachi Rock-O (2009, LP)
- Los amantes de Mecano, con Playa Limbo en Fiestas de Octubre (2010) En vivo. No Comercializada
- La fortuna y Bulldozer, con Milky Brothers (2011) Programa de Tv "No Cover"(Televisa). No Comercializada
- Vencedores, con Alan Boguslavsky (2011, Sencillo)
- Luciana (V.2), con Alan Boguslavsky, Jorge Corrales y Ángel Baillo de Playa Limbo (2011, LP)
- Una vida contigo, con Janet Camargo (2013,LP)
- La chispa adecuada de Héroes del Silencio, con Alan Boguslavsky & Copi Corellano (2013) En vivo. No Comercializada
- Se acabó, con El duende de Elda (2013, Demo en vivo)
- Una vida contigo, con Andrés Haro de El Personal & Moy Barba (2014) En vivo. No Comercializada
- Verde, con Arturo Ybarra de Rostros Ocultos (2014, Compilado)
- El sitio de mi recreo de Antonio Vega, con Rebeca Jiménez (2014) En vivo. No Comercializada
- Feel the night, con Jordi Azorín (2014, Compilado)
- Años ochenta de Los Piratas, con Iván Ferreiro (2014) En vivo. No Comercializada
- Death and taxes, con Magaly La Voz de Oro (2016, Sencillo)
- Paquita's Rules, introducción vocal, Paquita's Rules (2016, EP)
- Contigo, con María Belén (2016, EP)
- Hola, con Gerardo Tapia y Avi Michel (Ritmo Peligroso) (2016) No Comercializada
- ¿Y qué?, con Jorge Corrales de Playa Limbo, (2018, Sencillo)
- Ritmo latino, con Álex Naranjo SLC, coautor (2018, LP)
- Me gusta todo de ti, con Álex Naranjo SLC, coautor (2018, LP)
- No la recuerdo, con Hugo Franco (2018, Sencillo)
- Uno, cameo en el videoclip, Alejandro Aquino & X-Kantina (2018, Videoclip)
- Ensayo profético, con Chico Sánchez y Diego Sax (2018)
- Televicio, con Eskouters (2019, LP)[76]
- Pasajes, cameo en el videolyric, Alustyza (2019, Videoclip)
- Muerto, con Sheila Ríos (2019) En vivo. No Comercializada
- Si tu no vuelves de Miguel Bosé, con Cori Acosta (2019) En vivo. No Comercializada
- Ni tú ni nadie de Alaska (cantante), con Cori Acosta (2019) En vivo. No Comercializada
- Auld Lang Syne, con Sheila Ríos, Retales de mis noches tristes, (2019, LP en vivo)
- Tal vez Buenos Aires,[77] con Rubén Pozo y Lichis (2020) En vivo. No Comercializada
- Amor en tiempos de virus,[78] vídeo con Sheila Ríos, Eloy Acosta, Ángel Aznar, María Belén, Patricia Barbosa, Dina Buendía, Coco Zaragoza, Janet Camargo, Paloma del Río, Arturo Fernández de Básico, Fei, Delia Delito, Pablo García Villuendas, Sergio Vivar, Félix "el brujo" y David Partida.
- Madrid sin ti, de Eloy Acosta, Carne y madera (2020, LP)
- Amigo Amiga, voz y co-autoría, Club Manchego, Reversiones para robots (2020, EP)
- Juntos a distancia (Stand by me), de Kenny y los Eléctricos (2020, Sencillo)
- Mundanos, de Mundanos, voz, autoría y guion del videoclip, con Fernanda Tapia, Susana Heredia, Jorge Caballero, Arturo J.Flores y Rafael Cruz "diablito" (2021, Sencillo y videoclip)
- Volvamos a empezar, de Veralux para Greenpeace (2021, Sencillo y videoclip)
- Dedo anular, de Los Portones con Vantroi (2022, Sencillo y videoclip)
- Covidiota, con Fernando Madina de Reincidentes, Arturo Ybarra de Rostros Ocultos, Carlos Avilez de Cuca (banda), Mao de Trolebús (banda),Vantroi, Riesgo de Contagio, Javi Chispes de Banda Jachis y Maniática, Michel Molinera de Stafas y Canallas, El Guato, Estado de Sitio, No tiene la vaca, Artíkulo 33, Kompadres Muertos, Garrobos, Jobo Panteras de Garigoles, Eco Canalla, Las Fokin Biches, Básico, Eskuoters, Juana la Rodillona, Onyricats, Albertencia, Eloy Acosta y Rodolfo González (2022, Sencillo y videoclip)
- Las curvas del placer, con Santi Rex (Niños del Brasil) y Mist3rfly (2022, Sencillo)
- Si tú estuvieras aquí, de Eskorbuto con Kompadres Muertos (2023, Sencillo)
- Navidad ¿Sí o qué?, varios artistas (2023, Sencillo)
- No lloren por mí, con The Mierders (2024, Sencillo)

## Filmografía

### Como actor
- Devórame (2025, Emmanuel Bracamonte, Arturo Victoria), (Actor), cortometraje
- Mirreyes vs Godínez 3 (2025, figuración), Película
- Travesuras de la niña mala (serie de televisión) Temporada 2 (2023, Actor), teleserie
- Rúbrica 3 de Juana La Rodillona (2022, Dirección/Actor), videoclip
- El multiverso (2022, Diego Lombardo), (Guión/Producción), cortometraje
- El cuarto (2020, Diego Lombardo), (Guión/Producción), cortometraje
- Hecho en México (2019, David Zarco), cortometraje de cineminuto
- Guerra civil (2019, Jose Riaza), (Director/Guión/Producción), cortometraje
- Héroes en uniforme [79] (2019, Juan Manuel Rampoldi), teleserie de Discovery Channel
- Luis Miguel, Todo el amor del mundo, Capítulo 9 (2018, Natalia Beristáin y Humberto Hinojosa), teleserie de Netflix y Telemundo
- Comercial de televisión/anuncio de los Juegos Panamericanos de 2011 (2008)

### Soundtracks y televisión
- Devórame (2025, Emmanuel Bracamonte, Arturo Victoria), (Score), cortometraje
- Sobreviviendo a los 30s, "Feel the night", serie de tv en plataforma Vix + (2022).
- Amor en tiempos de virus, varios artistas. Cortinillas en canal de televisión XTI-TV (2020).
- La otra muerte, Jose Riaza. Obra de teatro: La otra muerte (2019, Marco Vieyra)
- Ritmo latino, Álex Naranjo/Jose Riaza. Televisión: Canción del programa "Ritmo latino" por Totalplay 169 (2019)
- Rey del mundo, Jose Riaza. Película: Las reglas del rey (2019, Luis Romo)
- Blindfold, Jose Riaza. Cortometraje: Blindfold (2019, Cristo Fernández)
- Vida (serie de televisión), "Death and taxes" de Jose Riaza y Magaly La Voz de Oro. (2018, Apple TV+,Netflix)
- Amor, Jose Riaza. Televisión: Canción del programa "Las Noches con Sentido" por ASTL TV (2017)
- Sexo, Tragicomi-K. Radio: Canción del programa "Sexo en 4" por www.radiomorir.com (2016-actualidad)
- Lo que ves, Tragicomi-K. Película: 2xUno (2013, Bernardo De Urquidi, Carlos G. Davila)
- Guadalajara, Tragicomi-K. Televisión: Programa "Turismo" de MTV (2007)
- Guadalajara, Tragicomi-K. Televisión: Imagen de Televisa Guadalajara con videoclip (2007-2009)
- La ley de la naturaleza, Jose Riaza y Renich. Obra de teatro-danza: La ley de la naturaleza (2007, Amanda Morales)

## Obra escrita

### Obras literarias
- Llanto de sirenas, El que susurra en la noche (2025, Editorial Ex Libris)
- Retales de Anarquía (2020, Editorial Alebrijez)
- Pasos (2019, Beek)
- Retales de Anarquía (2019, Lebrí Editorial)

### Libros colectivos
- Panika (2024, Ediciones Zetina)
- Pesadillas (2024, Editorial Monte Leo)
- Malasaña Blues II (2023, Mariposa Ediciones)
- Épica 100.100 (2021, Editorial Unisan)
- Writers of America (2021, Ediciones Loaeza)
- Escritores de América (2021, Ediciones Loaeza)
- Susurros de Eros (2021, Vitrali Ediciones)
- Caídos (2020, Editorial Alebrijez)
- Entre todos (2020, Rincón del lector)
- ¡Cuéntame otro! (2020, Editorial Alebrijez)

### Colaboraciones en prensa
- Caravana migrante: Jose Riaza visitó su campamento en CDMX (2018, Público (España)/El Descafeinado)[80]
- Leaving Neverland: como dañar a un muerto (Michael Jackson) y lucrarse al mismo tiempo (2019, Crónica Jalisco/Txart.me/Revista CientoUno/Mural/Canica Revista/El Alebrije[81] /El Descafeinado)[82]
- Hija de mil putas (2020, Express Metropolitano[83] /Red TN Jalisco[84])
- Los frutos de sus mentiras (2020, Express Metropolitano/Dictamen BC/Red TN Jalisco[85])
- La danza de la tierra (Crónica de un temblor) (2020, Dictamen BC/Red TN Jalisco/Nosotros Mx/Voces del Periodista/Express Metropolitano)
- Mea culpa (2020, EsEnGdl/Express Metropolitano)
- La concordia americana (2020, EsEnGdl/Express Metropolitano)
- El principio del fin (2020, Express Metropolitano)

## Premios
- La rola de tu visión tapatía (2007, Televisa)
- Canción infantil sobre la prevención (2020, Prevención Civil Latinoamérica)
- Ciudadano distinguido 2022 (2023, Red Internacional de Ongs 5° Poder)